# Violeta Parra
Violeta del Carmen Parra Sandoval (San Carlos , Ñuble, 4 de octubre de 1917-La Reina, Santiago, 5 de febrero de 1967) fue una artista, música, compositora y cantante chilena, reconocida como una de las principales folcloristas en América del Sur y divulgadora de la música popular de su país. Fue miembro de la célebre familia Parra.
Su contribución al quehacer artístico chileno se considera de gran valor y trascendencia. Su trabajo sirvió de inspiración a varios artistas posteriores, quienes continuaron con su tarea de rescate de la música del campo chileno y las manifestaciones constituyentes del folclore de Chile y América Latina. Sus canciones han sido versionadas por diversos artistas, tanto chilenos como extranjeros. En conmemoración de su natalicio, el 4 de octubre se celebra el «Día de la música y de los músicos chilenos». Su recorrido creativo logró, en menos de cuatro décadas, un alto nivel de reconocimiento como expresión auténtica de identidad nacional, con plena fuerza artística y sociocultural.

## Biografía

### Nacimiento y familia

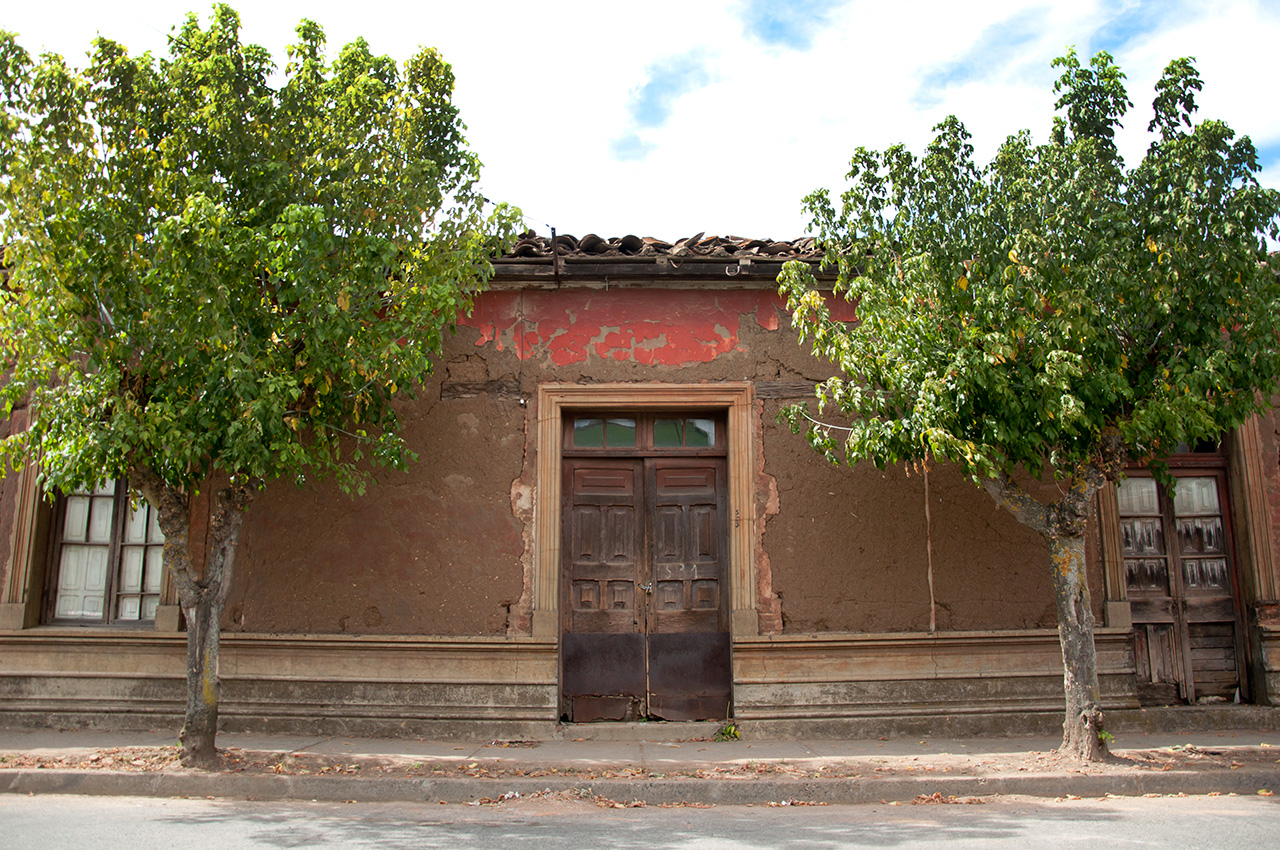
Casa natal de Violeta Parra, Monumento Histórico de Chile desde 1992

Según el Consejo de Monumentos Nacionales, la casa donde nació Violeta Parra se ubica en la calle El Roble, n.° 531 y 535, San Carlos. Aquello se respalda con la declaración de la casa como monumento histórico mediante el decreto supremo n.° 668, emitido el 29 de septiembre de 1992 por parte del Ministerio de Educación. Actualmente, la casa ubicada en la comuna de San Carlos constituye la Casa Museo Violeta Parra. Pese a los reconocimientos oficiales, una página de la web del Museo Violeta Parra señala que la folclorista nació en San Fabián de Alico, localidad ubicada a 43 km al este de San Carlos. No obstante, el mismo sitio web contiene el registro de nacimiento donde se detalla que su domicilio fue en San Carlos, además de otros archivos del centro de documentación que también lo acreditan. Por otra parte, Isabel Parra ha mencionado que su propia madre le señaló haber nacido en San Fabián de Alico. Sin embargo, en la primera edición de su libro El libro mayor de Violeta Parra (1985), Isabel indica que su madre nació en San Carlos. La Municipalidad de San Carlos afirma —en su sitio oficial y en un cartel a la entrada de la ciudad— ser «la cuna de Violeta Parra». La versión de que Violeta Parra nació en San Carlos ha sido apoyada por hermanos de la cantante, tales como Roberto Parra y Lautaro Parra, este último visitó la casa natal en 2012. Los defensores de la tesis sanfabianina aseguran que la cantante nació en San Fabián de Alico, pero fue inscrita en San Carlos, similar a su hermano Nicanor, nacido en San Fabián de Alico pero inscrito en Chillán, sin embargo, no hay fuentes documentales que acrediten dicha información. En 2013, Isabel Parra, presidenta de la Fundación Violeta Parra, visitó la casa natal y mostró su intención de que la casa se convirtiera en «una sucursal de la fundación en el sur».En el programa En la rueda de Televisión Nacional de Chile, se señala que su natalicio fue en San Carlos.
Violeta Parra fue hija del maestro de escuela y músico (guitarrista y violinista) Nicanor Parra Alarcón y de la modista, tejedora y cantora campesina Rosa Clarisa Sandoval Navarrete. Tuvo dos medias hermanas —Marta y Olga Sandoval, del primer matrimonio de su madre con un primo— y ocho hermanos —Nicanor (1914-2018), Hilda  (1916-1975), Eduardo «Lalo» (1918-2009), Roberto (1921-1995), Caupolicán «Polito» (nacido y muerto en 1924), Elba «Yuca» (1926-1981), Lautaro (1928-2013) y Óscar (1930-2016)—.

### Infancia
Su infancia transcurrió principalmente en el campo. Entre 1919 y 1921 la familia residió en Santiago para luego irse a Lautaro, en el sur. En 1927 se trasladaron a Chillán y se instalaron en la población Villa Alegre.
Su madre se afanaba con la máquina de coser para contribuir con la manutención de la numerosa familia. Violeta sufría continuamente de enfermedades, incluyendo un ataque de viruela a los tres años. Mientras mejoraba, se divertía junto con sus hermanos en las aguas del vecino río Ñuble y en los aserraderos y barracas del sector. 
Los niños revelaron precozmente su inclinación al espectáculo. Imitaban a los artistas de los circos que se instalaban en las proximidades del hogar. Se disfrazaban con atuendos de papel; Violeta y su hermano Lalo cantaban a dúo y montaron varias representaciones por las que cobraban entradas a los niños. Violeta empezó a tocar la guitarra a los nueve años, mientras que a los doce compuso sus primeras canciones.
Realizó los cursos primarios y estuvo un año en la escuela normal, que abandonó para trabajar en el campo y ayudar a su familia debido a que su padre enfermó gravemente. Los hijos de la familia lucharon por sobrevivir saliendo a cantar en restaurantes, posadas, circos, trenes, campos, pueblos, calles e incluso burdeles.[cita requerida]

### Llegada a Santiago

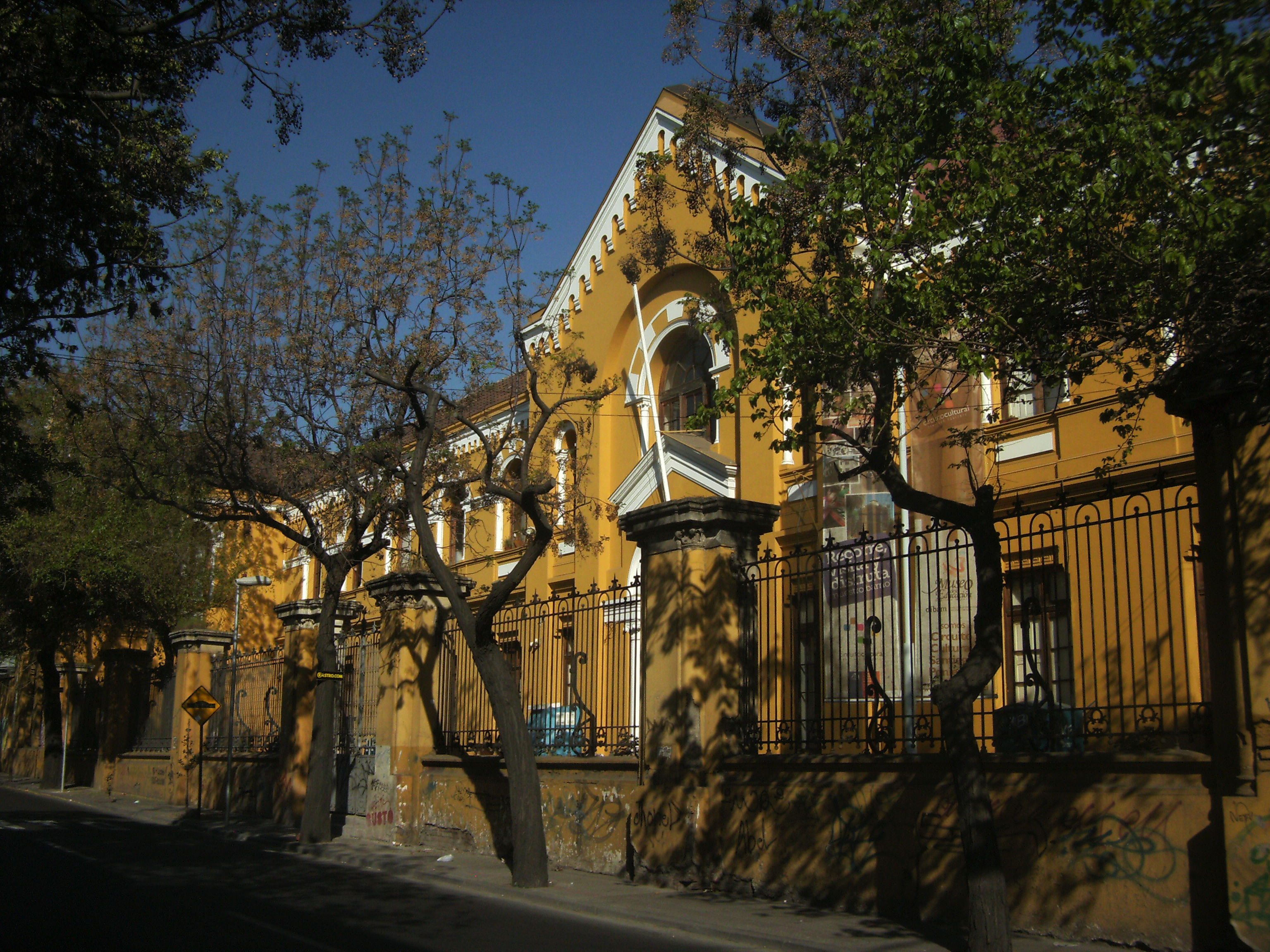
Edificio de la Escuela Normal de Niñas, donde estudió por un tiempo la cantautora

Los problemas económicos se agravaron cuando el padre falleció en 1929 y, en 1932, Violeta se fue a vivir a Santiago invitada por su hermano mayor, el futuro antipoeta Nicanor Parra, que estudiaba allí. Retomó los estudios en la Escuela Normal de Niñas, donde no se sintió a gusto, porque era el canto y no la escuela lo que le interesaba. Por eso, la dejó y comenzó a cantar en bares, quintas de recreo y pequeñas salas de barrio junto con su hermana Hilda.
En 1935 su madre y hermanos llegaron a Santiago y juntos se instalaron en la comuna de Quinta Normal. En 1937 Violeta inició su carrera artística en el restaurante El Popular de Avenida Matucana #1080 —interpretando boleros, corridos, cuecas, rancheras y tonadas junto con sus hermanos Hilda, Eduardo y Roberto—; luego también en El Tordo Azul, ubicado enfrente. En ambos conoció a Luis Cereceda Arenas, obrero ferroviario de la Estación Yungay, con quien se casó un año después y tuvo dos hijos: Isabel (1939) y Ángel (1943), quienes se convirtieron en destacados músicos y adoptaron el apellido materno al ingresar en el ambiente artístico. Cereceda, que militaba en el Partido Comunista, inició a Violeta en la actividad política y ambos participaron ayudando en la campaña presidencial de Gabriel González Videla (1946). El matrimonio vivió en Llay-Llay, Valparaíso y Santiago, lugares donde Violeta mantuvo su carácter inquieto y creativo, cantando en botes del puerto, presentándose en radios y formando parte de un grupo de teatro. La vida artística de Violeta generó constante tensión en su relación con Cereceda, quien esperaba una familia más tradicional y una esposa más sumisa. Finalmente, el matrimonio se separó en 1948.
Hacia 1947 formó el dúo de música folclórica llamado Las Hermanas Parra junto con su hermana Hilda, con lo que tenía una fuente de ingresos. En 1949, nació su hija Carmen Luisa Arce Parra —que murió en Bruselas en 2007— y ese mismo año contrajo matrimonio con el padre de la niña, Luis Arce Leyton, mueblista  y tenor de ópera. En 1952, nació su hija Rosa Clara, quien falleció dos años después. En la misma época, editó sus primeros discos junto con su hermana Hilda, para el sello RCA Víctor. Se trataba de grabaciones en formato sencillo de canciones populares chilenas, como «El Caleuche», «La cueca del payaso» y «La viudita». El dúo funcionó de manera constante hasta 1952.
A principios de la década de 1950, comenzó su extensa labor de recopilación de tradiciones musicales en diversos barrios de Santiago y por todo el país. En estas andanzas, conoció a diversos poetas, incluyendo a Pablo Neruda y Pablo de Rokha. Su hermano Nicanor la estimuló a asumir con personalidad propia la defensa de la auténtica música chilena, en contra de los estereotipos que hasta ese momento se manejaban. Es así como su repertorio —hasta entonces basado en boleros, cantos españoles, corridos mexicanos y valses peruanos— pasó a las canciones más tradicionales del campo chileno, que le permitieron descubrir los valores de la identidad nacional como ningún otro artista lo había hecho antes. Esta labor de recopilación quedó plasmada en más de tres mil canciones, reunidas en el libro Cantos folclóricos chilenos y sus primeros discos en solitario, editados por EMI Odeon.

### Primeros viajes
En 1953 grabó los exitosos sencillos «Casamiento de negros» y «Qué pena siente el alma», que se convirtieron en dos de sus canciones más conocidas. En 1954 mantuvo en la Radio Chilena el programa Canta Violeta Parra, y ganó el Premio Caupolicán a la folclorista del año, lo que le valió una invitación para presentarse en un festival juvenil en Varsovia (Polonia). Aprovechó este viaje para recorrer la Unión Soviética y partes de Europa. Fue particularmente provechosa su estancia en París, donde grabó sus primeros larga duración —Guitare et chant: chants et danses du Chili (1956) y una serie de canciones grabadas que se editaron en diversas compilaciones posteriormente—, que incluían exclusivamente canciones recopiladas del folclore chileno. El éxito obtenido en Europa era inédito para cualquier artista chileno, y Violeta se llenó de inspiración y creatividad. Fue en París donde se enteró de la muerte de su hija Rosa Clara.
Regresó a Chile en 1957 y en noviembre se fue con sus hijos Ángel y Carmen Luisa a Concepción, contratada por la universidad penquista. Allí fundó, al año siguiente, el Museo Nacional del Arte Folklórico y posteriormente regresó a Santiago.
Cuatro discos suyos aparecieron en ese periodo —Canto y guitarra (1957), Acompañada de guitarra (1958), La tonada y La cueca (los dos últimos de 1959)— bajo la etiqueta de EMI Odeon, con varias de sus primeras composiciones. Acá asomaba la cantante preocupada de temas sociales («Yo canto a la diferencia»), la brillante constructora de décimas y composiciones poéticas («Verso por desengaño») y la musicalizadora de poemas («Cueca larga de los Meneses», de su hermano Nicanor). Los discos se grabaron con el mínimo acompañamiento de una guitarra de madera, y en la actualidad se encuentran descontinuados, al igual que los álbumes Toda Violeta Parra (1961) y Violeta Parra en Argentina (1962).
Además, su actividad artística se diversificó: trabajó en cerámicas, pinturas al óleo y arpilleras, que presentó en las dos primeras ediciones de la Feria Chilena de Artes Plásticas (1959 y 1960). Trabajó un tiempo en un museo de arte popular y folclórico que ella misma fomentó a crear en la Universidad de Concepción y luego viajó por casi todo Chile, ofreciendo cursos de folclore y recitales.

### Estadía en Argentina y Francia
En 1961 Violeta viajó a Argentina, vivió en General Pico en la casa de la familia del gobernador, Joaquín Blaya. En La Pampa cantó en la peña «El Alero» e impartió cursos de folclore, cerámica, pintura y arpilleras. Viajó a Buenos Aires a exponer sus pinturas y a actuar en la televisión y en el Teatro IFT. Grabó un LP para EMI Odeón que fue prohibido y no se distribuyó. En la capital argentina en junio de 1962, se reunió con sus hijos Ángel e Isabel y su nieta Tita. Se embarcaron rumbo a Helsinki (Finlandia) para participar en el VIII Festival Mundial de la Juventud y los Estudiantes.
En Europa, recorrió la Unión Soviética, Alemania, Italia y Francia, donde se instaló en París. Allí cantó en el Barrio Latino y dio recitales en el Teatro de las Naciones de la Unesco, actuó en radio y televisión junto con sus hijos, bordó arpilleras e hizo esculturas en alambre. En 1962 grabó para el sello Arion una serie de canciones editadas en diversas recopilaciones posteriores. Además de lanzar al mundo discográfico a sus hijos Isabel y Ángel Parra con el disco Au Chili avec los Parra de Chillán (1963), continuó sus grabaciones con el LP Recordando a Chile (una chilena en París), grabado entre 1964 y 1965, que incluyó dos canciones compuestas y cantadas en francés, así como también otros temas muy importantes de su carrera, como «Paloma ausente» y «Arriba quemando el sol». Fue una etapa de gran nostalgia, tal como lo atestiguan canciones tan sentidas como «Violeta ausente». En 1964 logró una marca histórica al convertirse en la primera latinoamericana en exponer individualmente una serie de sus arpilleras, óleos y esculturas en alambre en el Museo de Artes Decorativas del Palacio del Louvre, en una muestra titulada Tapices de Violeta Parra.
Escribió el libro Poesía popular de Los Andes, y la televisión suiza filmó el documental Violeta Parra, bordadora chilena. En este periodo, forjó una firme relación con el antropólogo y musicólogo suizo Gilbert Favre, con el que vivió en Ginebra, compartiendo su tiempo entre Francia y Suiza—, y destinatario de sus más importantes composiciones de amor y desamor: «Corazón maldito», «El gavilán, gavilán», «Qué he sacado con quererte», entre muchas otras. En esta época, surgieron sus textos más combativos: canciones como «Miren cómo sonríen», «Qué dirá el Santo Padre», «Arauco tiene una pena» y «Según el favor del viento», que formaron la base de la corriente musical conocida como la Nueva Canción Chilena. Las canciones fueron recogidas en las numerosas ediciones de Canciones reencontradas en París.

### Últimos años

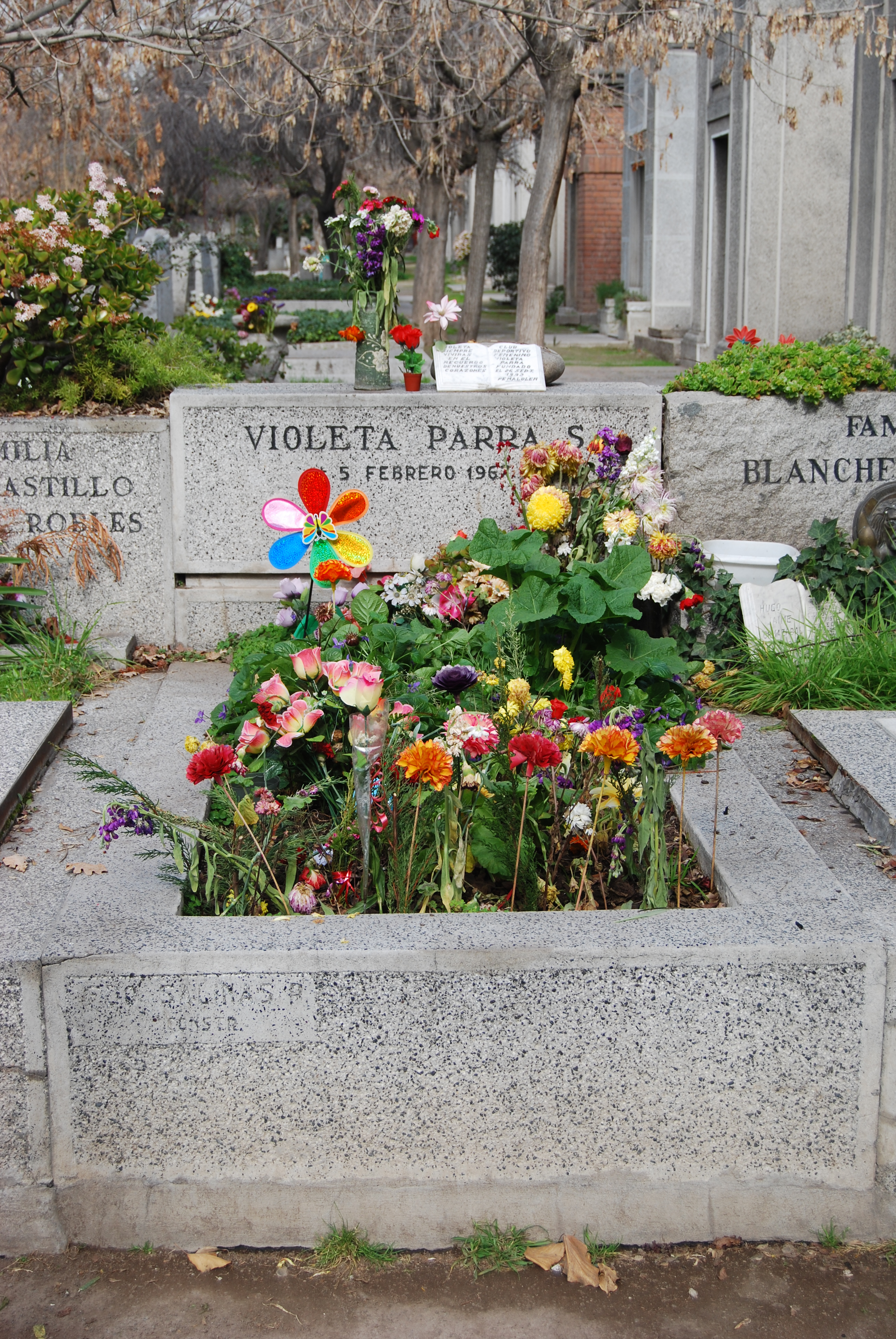
Tumba de Violeta Parra en el Cementerio General de Santiago

En junio de 1965 regresó a Chile. El 17 de diciembre de ese mismo año, en la esquina de avenida La Cañada con Mateo de Toro y Zambrano en la comuna de La Reina, instaló una gran carpa con el plan de convertirla en un importante centro de cultura folclórica, junto con sus hijos Isabel y Ángel y los folcloristas Rolando Alarcón, Víctor Jara y Patricio Manns, entre otros. Pese a su sueño de convertir la carpa en un referente para la cultura de Chile —donde instalar su «Universidad nacional del folclore», y realizar cursos de folclore chileno durante el día y una peña en la noche—, la respuesta no fue muy motivadora y el público no la apoyó.
El final de su relación con Gilbert Favre, quien se marchó a Bolivia en 1966, originó una de sus canciones más conocidas, «Run Run se fue pa'l norte». Lo fue a ver a La Paz y lo encontró casado —un mito urbano atribuyó la depresión de Violeta a un amor no correspondido por el cantante Pedro Messone, algo que él mismo ha desmentido haciendo notar la gran diferencia de edad de ambos; esta relación entre ambos habría sido hecha pública por la misma cantautora al declarar en una radio que había tenido un «hermoso idilio con él durante una gira al sur»; sin embargo, habría sido el músico uruguayo Alberto Zapicán y no Messone su última pasión—.
Lanzado en 1966 y grabado junto con sus hijos y Alberto Zapicán, el disco Las últimas composiciones es considerado «su obra cumbre [y su] testamento musical[, donde] exhibe de modo superlativo la maestría y madurez artística que había alcanzado». El álbum incluye sus himnos humanitarios «Gracias a la vida» —interpretada por 68 artistas, entre ellos: Joan Báez, Alberto Cortez, Plácido Domingo, Raphael, Mercedes Sosa, o Pedro Vargas (en 1977, las autoridades de Televisión Nacional prohibieron su triunfo en el programa La canción de todos los tiempos, en el que la interpretó Gloria Simonetti)— y «Volver a los 17» —cantada por Joan Manuel Serrat, Milton Nascimento, Franco Simone y muchos otros—, además de otras canciones importantes y conocidas, como «El rin del angelito», «Pupila de águila», «Cantores que reflexionan» y «El Albertío», esta última dedicada a Zapicán.
Según Margot Loyola, Violeta Parra le habría dicho: «Uno, comadre, tiene que decidir el momento de su muerte [... Yo] decidiré el momento en que quiero morir». Después de al menos tres intentos fallidos —en 1966 y 1967 había ingerido barbitúricos e intentado cortarse las venas—, se suicidó de un disparo en la cabeza a los 49 años en su carpa de La Reina a las 17:40 del 5 de febrero de 1967. En su última carta, dirigida a su hermano Nicanor, escribió, entre otras cosas: «Yo no me suicido por amor. Lo hago por el orgullo que rebalsa [sic] a los mediocres». Cuando se enteró de su muerte, Pablo Neruda expresó: «De cantar a lo humano y a lo divino, voluntariosa hiciste tu silencio, sin otra enfermedad que la tristeza». Una capilla ardiente se levantó en su carpa y su funeral se llevó a cabo dos días más tarde, cuando fue enterrada en un nicho de la galería 31 del Cementerio General de Santiago. Posteriormente, sus restos fueron trasladados cerca del Memorial del Detenido Desaparecido y del Ejecutado Político en el mismo cementerio, y en 2018 se construyó una plazoleta alrededor de su sepultura.
Mientras que para muchos resulta paradójico que la autora de «Gracias a la vida», un himno a la existencia, se suicidara un año después de escribirla, otros críticos de su obra perciben en la letra, en el estilo de musicalización, en los tonos usados y en la monotonía de sus temas el reflejo de un estado de ánimo depresivo y una canción de despedida.
Póstumamente, se le otorgó la medalla Gabriela Mistral en 1998.

## Legado artístico

### Fundación Violeta Parra
Por iniciativa de sus hijos y, con el objetivo de rescatar la figura y el legado de artista y cantautora, se creó la Fundación Violeta Parra en 1992. La institución, cuya primera presidenta fue su hija Isabel Parra, busca «reunir, organizar y preservar su obra; proyectarla en Chile y en el exterior para que puedan acceder a ella estudiantes, artistas y público en general».

### Museo Violeta Parra

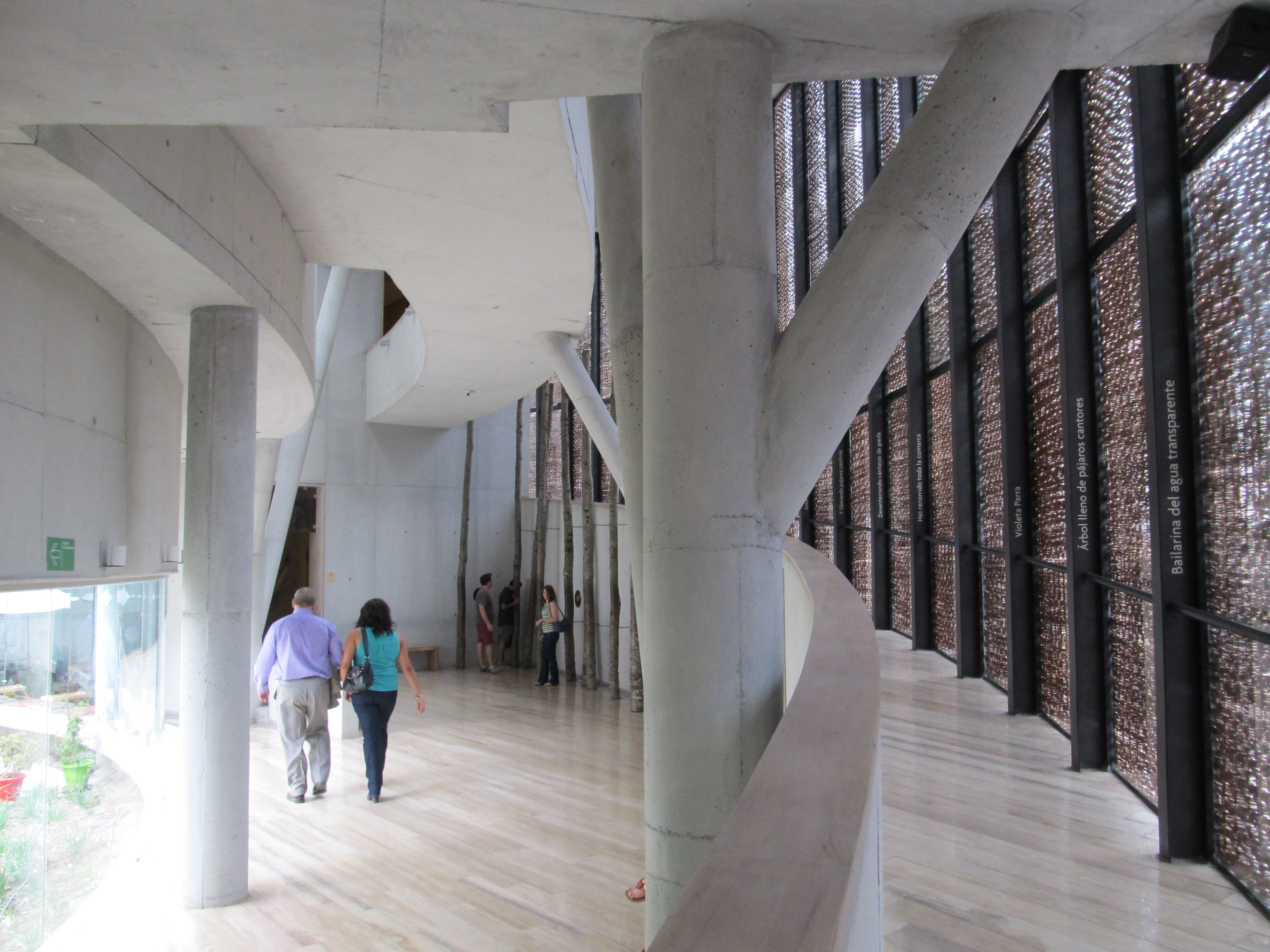
Interior del Museo Violeta Parra (2015)

El Museo Violeta Parra abrió al público el 6 de octubre de 2015, con varios años de retraso —en un principio, la inauguración debería haberse producido a fines de 2011— con el objetivo de mostrar de forma permanente la obra de la artista. Diseñado por el arquitecto Cristián Undurraga, alberga sus arpilleras, óleos y obras en papel maché. La colección consta de 48 obras, entre donaciones y comodatos, pero se exhiben «solo 23, divididas en los dos grandes temas de Violeta Parra: lo humano y lo divino».
El museo, de entrada gratuita, estuvo ubicado en la avenida Vicuña Mackenna 37, en Santiago; en sus 1330 m², tenía además de las salas dedicadas a la obra de Violeta, otros espacios para diversas actividades culturales, como talleres, conciertos y conferencias. El edificio resultó con graves daños estructurales después de dos incendios provocados en el marco de las protestas ciudadanas de 2019 y 2020. Parte de la colección fue alojada y exhibida en la sede del Centro de Extensión del Instituto Nacional durante 2021. En 2022 se trasladó a la sede de Quinta Normal del Museo de Arte Contemporáneo, por medio de un convenio con la Universidad de Chile.

### Casa Museo Violeta Parra
En la localidad de San Carlos, calle El Roble 531 se ubica la Casa Natal de Violeta Parra, lugar que fue declarado como Monumento Histórico en 1992. Desde septiembre de 2016, la vivienda funciona como museo, esto tras la restauración por parte del Ministerio de Obras Públicas, luego de que se viera afectada por el terremoto de 2010.

### Exhibición de obras en Universidad Católica
En octubre de 2023 se inauguró la Casa Violeta Parra, espacio cultural que se dio a partir de un convenio entre la Universidad Católica de Chile y la Fundación Violeta Parra. El recinto ubicado en el Campus Oriente de dicha universidad exhibe diversas obras de la artista, entre ellas, pinturas al óleo, trabajos con papel maché y arpilleras. Las obras se encuentran en custodia de la universidad mediante un comodato de 25 años.

### Teatro, cine y televisión

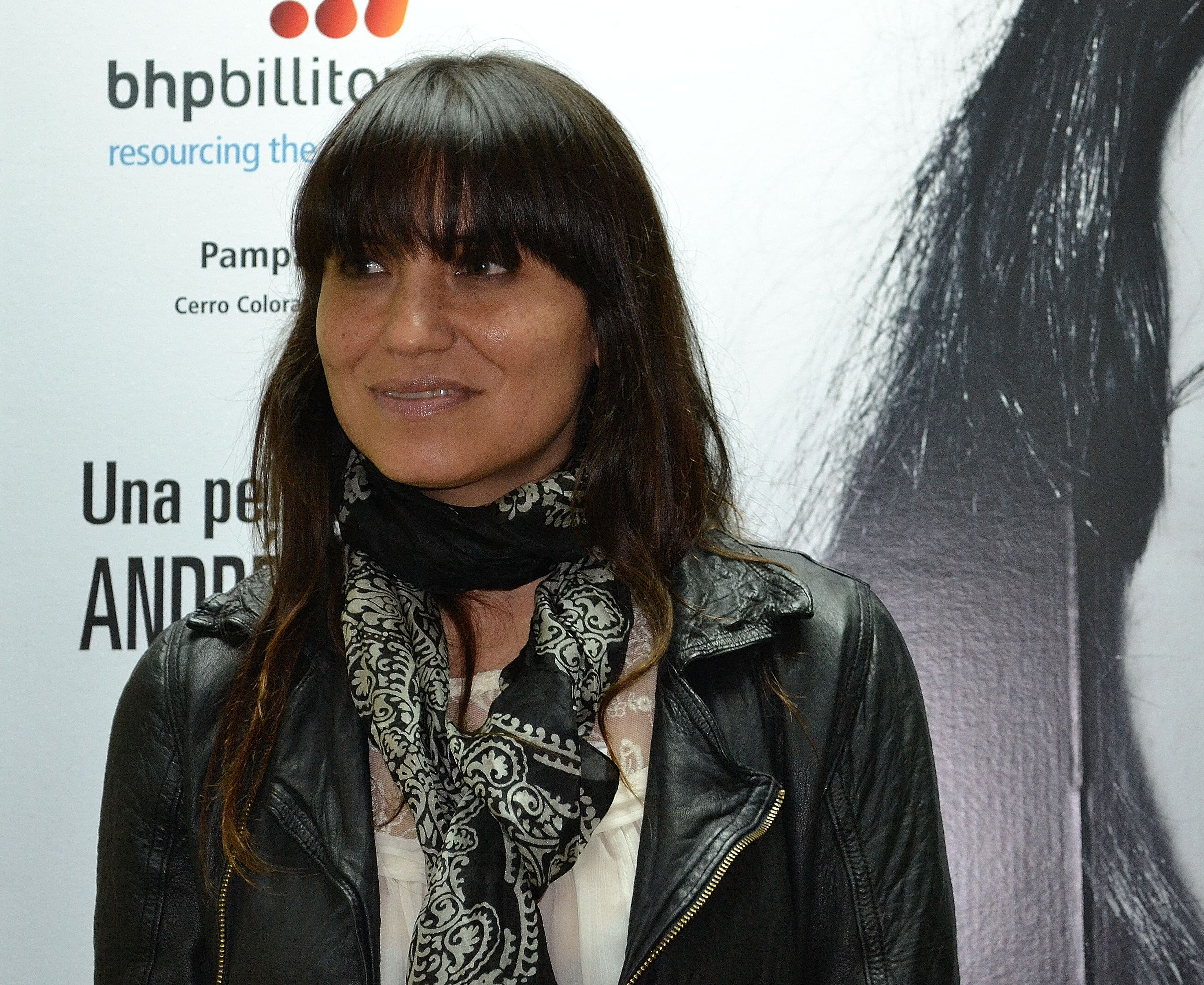
Francisca Gavilán interpretó a Violeta en la película de Andrés Wood Violeta se fue a los cielos (2011)

En Buenos Aires se rindió homenaje a su vida con la obra teatral Violeta viene a nacer adaptación del libro Y ahora, la resucitada de la violenta Violeta del escritor y periodista argentino Rodolfo Braceli interpretada por la actriz argentina Virginia Lago en 1993 y 1994.
En 2011 Andrés Wood estrenó su película Violeta se fue a los cielos basada en el libro homónimo de Ángel Parra y protagonizada por Francisca Gavilán. La cinta ha ganado varios galardones entre los que destaca el Gran Premio Internacional del Jurado en el Festival de Sundance (enero de 2012).
En 2012 se transmitió la miniserie Violeta se fue a los cielos, adaptación televisiva de la película, también dirigida por Andrés Wood y protagonizada por Francisca Gavilán. Fue emitida por Chilevisión y constó de tres capítulos en los cuales, a partir del metraje extra de la película, se profundiza en la infancia de Violeta, su primer matrimonio, y el vínculo con su hermano Nicanor.

### Música
Varias canciones han sido dedicadas a Violeta:
- 1971 - «La violeta y la parra» - Jaime Atria
- 1981 - «Cardo o ceniza» - Chabuca Granda
- 1997 - «Violeta Parra, texto y música» - Ángel Parra
- 2001 - «Después de vivir un siglo» - varios intérpretes
- 2004 - «Violeta» - Ángel Petisme
- 2006 - Violeta se fue a los cielos - álbum de Ángel Parra
- 2007 - «Mariposa de noviembre» - Luis Pastor
- 2008 - «Pascuala canta a Violeta» - Pascuala Ilabaca
- 2009 - «Violetas para Violeta» - Joaquín Sabina. Libre adaptación de «La carta», grabada también junto a la argentina Mercedes Sosa en su disco Cantora, un viaje íntimo (2009)
- 2010 - «Carta a Violeta Parra» - Silvio Rodríguez
- 2011 - «Violeta in marchita» - Alfredo Becker Carrasco
- 2016 - «De nombre Violeta» - Manuel García

Asimismo, su nieto Ángel Parra Orrego editó un disco con las anticuecas en 1994, y Tita Parra lanzó en 1998 una continuación de las décimas, con el título de Centésimas del alma.
Violeta Parra es mencionada en el tema «Canción protesta» (del disco Oye, 2006) de la banda colombiana Aterciopelados. La canción «Karaoke» (del disco Siempre es hoy, 2002) del argentino Gustavo Cerati contiene un sampling del tema «La carta».
Durante su actuación en el Festival de Viña del Mar 2003, el también argentino Charly García cambia la letra del tema «Demoliendo hoteles»: Yo fui educado con Parra y odiaba a la humanidad. Un día di gracias a la vida, y tuve mucho mucho mucho más.
En 2018, el músico español Nacho Vegas nombró Violética a su disco de ese año en honor a Violeta y a su manera de tratar las esdrújulas.
Violeta Parra ha sido versionada por una innumerable cantidad de músicos chilenos, desde sus hijos Ángel e Isabel, Víctor Jara, Quilapayún, Illapu, Patricio Manns, Los Jaivas, Inti Illimani (que, además de diversas grabaciones individuales de canciones de Violeta, ejecutó la obra de Luis Advis Canto para una semilla, musicalización de las Décimas autobiográficas). Un tributo rock producido por Álvaro Henríquez con la participación de artistas como Los Bunkers, Pettinellis, Lucybell, Javiera Parra (su nieta), Chancho en Piedra y Juanita Parra (baterista de Los Jaivas) que vio la luz en 2001 con el título de Después de vivir un siglo. Incluso baladistas populares como Myriam Hernández, Gloria Simonetti y Luis Jara han incorporado la música de Violeta en sus repertorios.
Fuera de Chile, y tanto en grabaciones como en vivo, Violeta Parra ha sido interpretada por destacados artistas, entre ellos:
- Argentina: Pedro Aznar, Facundo Cabral, Alberto Cortez, Charly García, León Gieco, Los Calchakis, Los Chalchaleros, Fito Páez, Ligia Piro, Mercedes Sosa, Kevin Johansen.
- Bolivia: Savia Andina
- Brasil: Chico Buarque, Milton Nascimento, Elis Regina, Caetano Veloso
- Canadá: Michael Bublé, Arcade Fire
- Colombia: Marta Gómez, Andrea Echeverri, Juanes, Shakira
- Corea del Sur: Davichi
- Cuba: Issac Delgado, Pablo Milanés, Silvio Rodríguez
- España: Baccara, Miguel Bosé, Luz Casal, Plácido Domingo, Rosario Flores, La Oreja de Van Gogh, Rosa León, Víctor Manuel, Oskorri, María Dolores Pradera, Raphael, Paloma San Basilio, Joaquín Sabina, Alejandro Sanz, Joan Manuel Serrat
- Estados Unidos: Joan Báez, Faith No More, Kacey Musgraves.
- Finlandia: Arja Saijonmaa
- Francia: Richard Clayderman, Holden
- Grecia: Nana Mouskouri, Danai Stratigopoulou
- Inglaterra: Robert Wyatt
- Irlanda: U2
- Israel: Yasmin Levy
- Italia: Gabriella Ferri, Laura Pausini, Franco Simone
- México: Pepe Aguilar, Óscar Chávez, Antonio Domínguez Hidalgo, Ana Gabriel, Hoppo!, Los Folkloristas, Natalia Lafourcade, Eugenia León, Tania Libertad, Fher Olvera, Guadalupe Pineda, Tehua, Chavela Vargas, La Santa Cecilia, Jesse & Joy
- Noruega: Mari Boine
- Perú: Eva Ayllón, Susana Baca
- República Dominicana: Juan Luis Guerra
- Uruguay: Laura Canoura, Jorge Drexler, Rossana Taddei, La Tabaré, Erwin Schrott, Daniel Viglietti, Montevideo Blues
- Venezuela: Soledad Bravo, Jesús Sevillano.[59]

### Reconocimientos

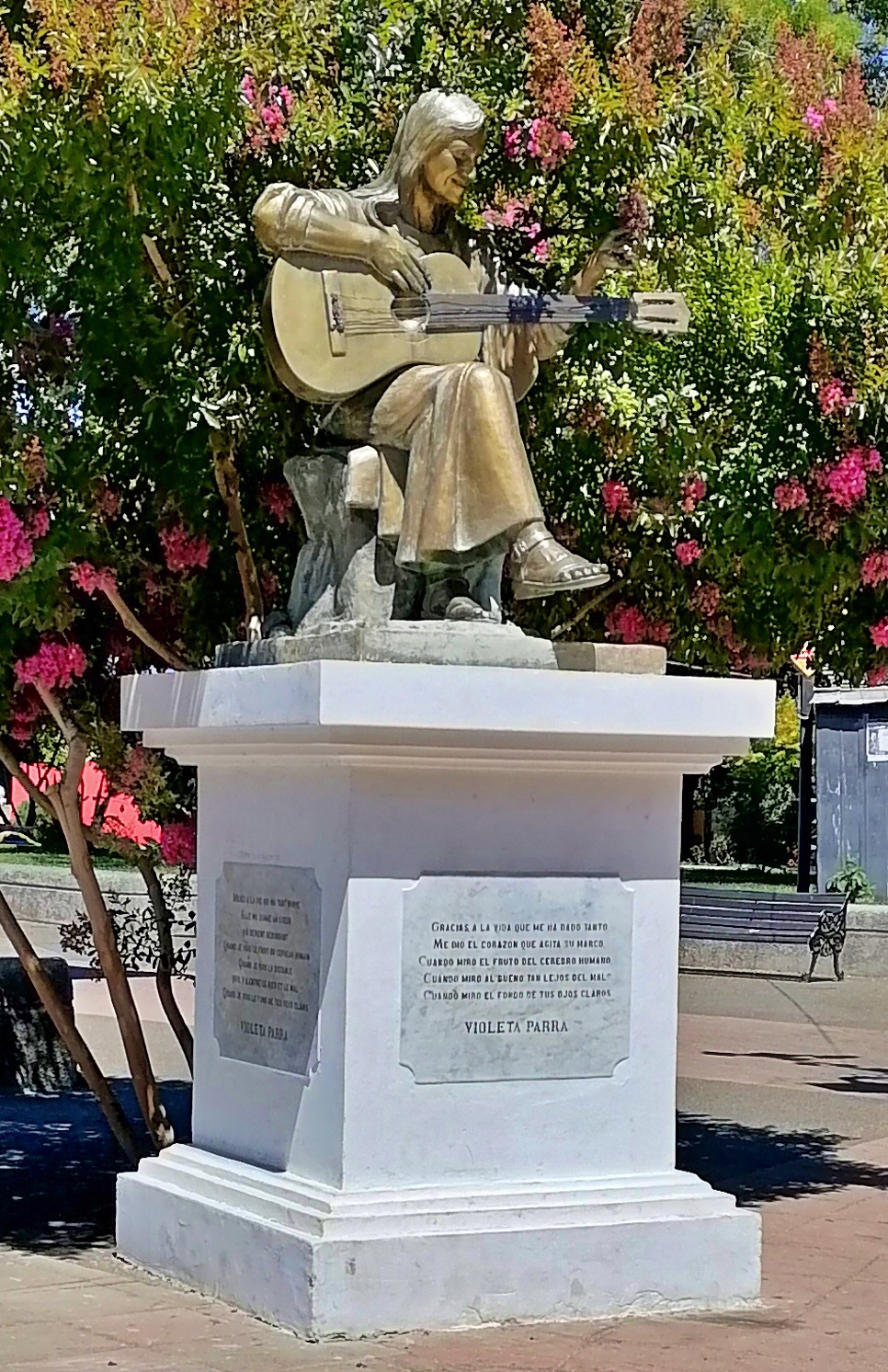
Monumento a Violeta Parra en Plaza de armas de San Carlos

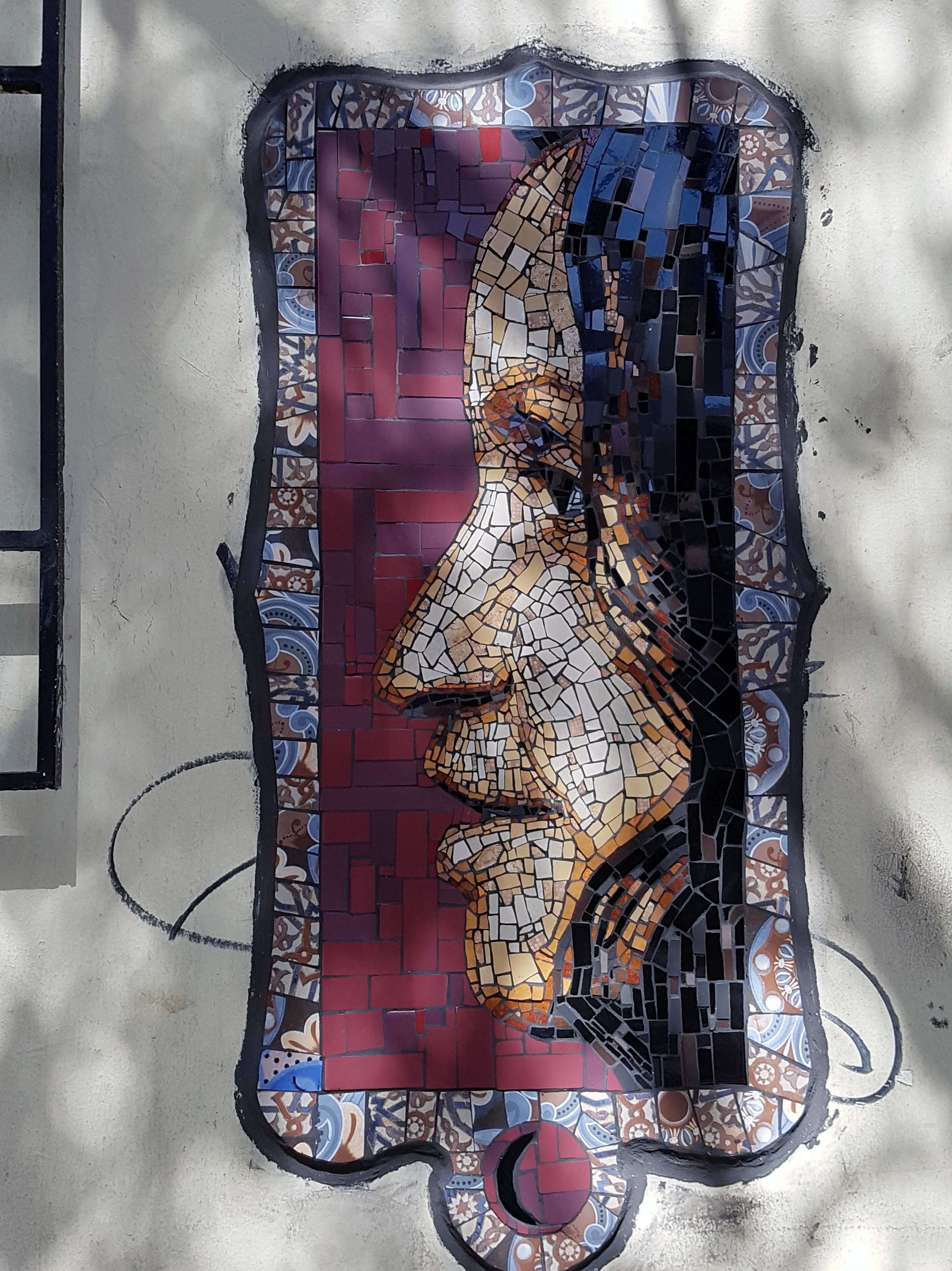
Rostro de Violeta Parra, en el Barrio Lastarria

- Estatua vaciada en bronce con técnica de arena y patina ubicada en la Plaza de Armas de San Carlos, realizada por el artista Óscar Sánchez.[60]
- Escultura en bronce ubicada en la plaza de Los Poetas, a un costado de la I. Municipalidad de Chiguayante (Región del Biobío).[61]
- Reproducción de una escultura conmemorativa del escultor Roberto Polhammer, erigida el 29 de septiembre de 2012 en la plazoleta entre las calles de la esquina de Mateo de Toro y Zambrano con La Cañada, comuna de La Reina (Santiago).[62]
- En la ciudad de Santiago, comuna Lo Espejo en la calle Presidente Adolfo López Mateos se ubica el Parque Violeta Parra.[63]
- En la ciudad de Valparaíso, en la calle Lautaro se ubica el Parque de las Artes Violeta Parra.[64]
- En la Región de Ñuble, ciudad de San Carlos a lo largo de la Avenida General Carol Urzúa, se ubica el Parque Violeta Parra.[65]
- En la Región de Ñuble, ciudad de San Carlos, en la calle El Roble 531 se ubica la Casa Museo Violeta Parra, lugar donde nació y vivió su infancia la artista.[66]
- En la Región de Ñuble, ciudad de San Carlos en la calle Antonio Matta, se ubica la plaza Violeta Parra donde al interior destaca un monumento.[67]
- En la Región del Biobío, ciudad de San Pedro de la Paz en la calle Violeta Parra, se ubica la plaza de mismo nombre.[68]
- Centro de Salud Familiar (CESFAM) Violeta Parra S., ubicado en la comuna de Pudahuel en Santiago.[69]
- Casa de la Cultura Violeta Parra, ubicada en la comuna de Cerro Navia en Santiago.[70]
- Escenario Violeta Parra en la Plaza del Agua, localizado en Los Troncos barrio residencial de la ciudad de Mar del Plata, provincia de Buenos Aires, Argentina.[71][72]
- En la ciudad de Trappes (Francia), en el callejón Claude-Debussy, se ubica el Jardín Infantil Violeta Parra.[73]
- En Onex, Suiza, se inauguró la Plaza Violeta Parra en 2022.[74]
- Dos científicos descubrieron una nueva especie de araña nativa y la bautizaron en honor a la folclorista nacional, con el nombre de Osornolobus violetaparra y forma parte de la familia de arácnidos “Osornolobus”.[75]

## Discografía
Violeta publicó los siguientes álbumes durante su vida:
- 1956: Cantos de Chile (Presente/Ausente)
- 1957: El folklore de Chile, vol. I – Violeta Parra, canto y guitarra
- 1958: El folklore de Chile, vol. II – Violeta Parra acompañándose en guitarra
- 1959: El folklore de Chile, vol. III – La cueca presentada por Violeta Parra
- 1959: El folklore de Chile, vol. IV – La tonada presentada por Violeta Parra
- 1961: El folklore de Chile, vol. VIII – Toda Violeta Parra
- 1962: Violeta Parra en Argentina
- 1963: Au Chili avec los Parra de Chillán (con Isabel y Ángel Parra)
- 1965: Recordando a Chile (una chilena en París)
- 1965: Carpa de La Reina (varios intérpretes)
- 1966: Las últimas composiciones

Violeta Parra dejó una gran cantidad de música inédita, que se ha ido conociendo después de su muerte. Sus décimas autobiográficas, que habían sido grabadas con voz de Violeta, fueron recopiladas en un LP editado por Alerce en 1976 (después ampliadas en Décimas y centésimas); Warner Music Chile sacó en 1999 el concierto que dio en Ginebra (Violeta Parra en Ginebra) y sus peculiares Composiciones para guitarra.
Un aporte importante a la música es el rescate de la tradición musical chilena por parte de Violeta: el canto a lo divino («El rin del angelito», «Verso por una niña muerta», por ejemplo), el lamento mapuche («Qué he sacado con quererte»), instrumentos como el guitarrón, sus canciones nortinas, sin dejar de lado su gran sensibilidad social, como en «Mazúrquica modérnica», «Rodríguez y Recabarren» y «La carta», entre otras.

## Filmografía
| Año  | Título                          | Papel  | Notas                   | Ref.   |
| ---- | ------------------------------- | ------ | ----------------------- | ------ |
| 1957 | Mimbre                          | Música | Cortometraje documental | [ 76 ] |
| 1958 | Andacollo                       | Música | Cortometraje documental | [ 77 ] |
| 1959 | Trilla                          | Música | Cortometraje documental | [ 78 ] |
| 1960 | Los artistas plásticos de Chile | Música | Cortometraje documental | [ 79 ] |

## Exposiciones

### Individuales
- 1964: Exposición individual del cuerpo humano Louvre, París, Francia.
- 1970: Recordando a Violeta Parra. Instituto Cultural de Las Condes, Santiago.
- 2003: Óleos de Violeta Parra, Palacio Consistorial de la I. Municipalidad de Santiago, Chile.

### Colectivas
- Ferias de Artes Plásticas al aire libre, Museo de Arte Contemporáneo, Universidad de Chile, Santiago.
- 1959: Exposición pictórica en Buenos Aires, Argentina.
- Exposición en Ginebra, Suiza.
- 2010: Voces se unen con la canción «Gracias a la vida» con el fin de recaudar fondos para los afectados de terremoto de Chile de 2010.

### En colecciones particulares
- Velorio de angelito, bordado sobre tela, 27 x 41 cm
- La hija curiosa, óleo sobre madera, 36 x 46 cm
- El machitún, óleo sobre madera, 31 x 46 cm
- Contra la guerra, bordado sobre arpillera, 144 x 192 cm
- Combate naval I, bordado sobre arpillera, 225 x 130 cm
- El circo, bordado sobre tela
- Árboles coloridos, óleo sobre madera, 46 x 23 cm
- La cantante calva, 1960, bordado sobre yute natural, 136 x 46 cm
- Leyendo 'El Peneca', 1965, óleo sobre madera, 51 x 73 cm
- Juicio final, óleo sobre madera, 60 x 88,5 cm
- Hombre con guitarra, 1960, bordado sobre tela, 134 x 89 cm